# Les Planchettes
Les Planchettes es una comuna suiza del cantón de Neuchâtel, situada en el distrito de La Chaux-de-Fonds. Limita al norte con la comuna de Grand'Combe-des-Bois (FRA-25), al este y sureste con La Chaux-de-Fonds, al suroeste con Le Locle y Les Brenets, y al oeste con Villers-le-Lac (FRA-25).

## Demografía
En la siguiente tabla se muestra la evolución de la población histórica de la comuna:

## Ciudades hermanadas
- Bardouville.